# Serie A 1972 (calcio femminile)
L'edizione 1972 del campionato italiano di calcio femminile vide la vittoria del Gamma 3 Padova.
È il primo campionato della Federazione Femminile Italiana Unificata Autonoma Giuoco Calcio.
Con la sottoscrizione di un accordo preliminare a Livorno il 14 febbraio 1971 le tre federazioni indipendenti F.I.C.F., F.F.I.G.C. e F.S.G.C.F. (Federazione Siciliana Gioco Calcio Femminile, fondata dall'avvocato palermitano Andrea Patorno il 17 giugno 1969) viene creata la Federazione Unificata F.F.I.U.A.G.C..
Durante l'Assemblea Generale delle Società di Firenze del 27 febbraio 1972 fu ratificato l'accordo e approvato lo statuto e il regolamento campionati.
Le squadre vennero suddivise in cinque gironi eliminatori le cui vincenti si qualificavano al girone finale per l'assegnazione del titolo di Campione d'Italia.
Tutte le squadre iscritte ed ammesse alla "Serie A" unificata devono affrontare un impegnativo campionato di qualificazione, che avrebbe qualificato 16 squadre alla nuova Serie A (4 per girone), ma che si ridussero a 15 perché per motivi geografici non si poté spalmarle in modo omogeneo nei 4 gironi preventivati. Molto laboriosa per la Federazione Unificata fu la composizione dei gironi centro-meridionali che, fra rinunce e mancate iscrizioni, risultarono composti da meno squadre di quanto previsto.
Le altre società non ammesse o affiliate dopo l'inizio del campionato furono inserite nella "Serie B" gestita dai pochi "Comitati Regionali" già esistenti, anche perché questi campionati iniziarono il mese successivo rispetto alla Serie A.
Definite in 4 le squadre che dovrebbero dovuto disputare il girone finale per il titolo di "Campione d'Italia", le squadre del girone D chiesero di sdoppiare in 2 gironi il loro girone del Centro-Sud perché le trasferte erano troppo gravose. Per questo motivo la Federazione decise di far disputare un'eliminatoria fra le migliori 3 squadre dei gironi D e E per l'ingresso in finale della quarta finalista.
Retrocessioni in Serie B (massimo ed unico campionato regionale): 2 nei gironi A e B. Una nei gironi C-D-E. Le squadre non retrocesse in Serie B (Regionale) e ammesse alla nuova Serie A 1973 andarono a formare un nuovo campionato strutturato a livello interregionale chiamato Serie A Interregionale.

## Girone A

### Squadre partecipanti
| Club                                | Rosa     | Città            | Stadio o Campo                   |
| ----------------------------------- | -------- | ---------------- | -------------------------------- |
| F.C.F. Alta Italia                  | dettagli | Cuneo (CN)       | Campo Sportivo Comunale di Cuneo |
| F.C.F. Aosta                        | dettagli | Aosta (AO)       | Stadio Mario Puchoz              |
| A.C.F. Astro Corsetterie            | dettagli | Torino (TO)      | Campo Ruffini a Torino           |
| A.C.F. Comedil Savona               | dettagli | Savona (SV)      | Campo a ?                        |
| S.C. Diamalterie                    | dettagli | Alessandria (AL) | Stadio di ?                      |
| U.S.F. Falchi Crescentinese         | dettagli | Crescentino (TO) | Stadio Comunale di Crescentino   |
| A.C.F. Genova                       | dettagli | Genova (GE)      | Campo a ?                        |
| F.F. Genova 70                      | dettagli | Genova (GE)      | Campo a ?                        |
| A.C.F. Juventus                     | dettagli | Torino (TO)      | Campo a ?                        |
| A.C.F. L.C. Confezioni Sport Biella | dettagli | Biella (VC)      | Stadio Lamarmora                 |
| A.C.F. Pavia                        | dettagli | Pavia (PV)       | Campo a ?                        |
| A.C.F. Peco Saronno                 | dettagli | Saronno (VA)     | Stadio Colombo-Gianetti          |

### Classifica
|  | Pos. | Squadra                      | Pt      | G  | V  | N | P  | GF | GS | QR    |
|  | ---- | ---------------------------- | ------- | -- | -- | - | -- | -- | -- | ----- |
|  | 1.   | ACF Juventus                 | 39      | 20 | 19 | 1 | 0  | 71 | 10 | 7,100 |
|  | 2.   | Astro Corsetterie Torino     | 34      | 20 | 16 | 2 | 2  | 61 | 15 | 4,066 |
|  | 3.   | Falchi Crescentinese         | 32      | 20 | 15 | 2 | 3  | 75 | 16 | 4,687 |
|  | 4.   | Peco Saronno                 | 27      | 20 | 13 | 1 | 6  | 28 | 19 | 1,473 |
|  | 5.   | Genova 70                    | 24      | 20 | 11 | 2 | 7  | 38 | 23 | 1,652 |
|  | 6.   | Pavia                        | 17      | 20 | 7  | 3 | 10 | 23 | 47 | 0,489 |
|  | 7.   | L.C. Confezioni Sport Biella | 14      | 20 | 5  | 4 | 11 | 17 | 30 | 0,566 |
|  | 8.   | Alta Italia                  | 13      | 20 | 5  | 3 | 12 | 14 | 50 | 0,280 |
|  | 9.   | \| Aosta                     | 10      | 20 | 3  | 4 | 13 | 13 | 43 | 0,302 |
|  | 10.  | Diamalterie                  | 4       | 20 | 1  | 3 | 16 | 9  | 53 | 0,169 |
|  | 11.  | Comedil Savona               | 4       | 20 | 0  | 5 | 15 | 6  | 49 | 0,122 |
|  | ---  | Genova                       | Escluso |    |    |   |    |    |    |       |

Legenda:
      Ammesso al girone di finale.
      Ammesso alla nuova Serie A.
Note:
Due punti a vittoria, uno a pareggio, zero a sconfitta.
A pari punti era in vigore il quoziente reti.
Comedil Savona e Diamalterie penalizzate di 1 punto per rinuncia.
L'A.C.F. Genova si ritira dal campionato e in seguito non rinnova l'iscrizione. Erano previste due retrocessioni in Serie B, per questo girone, ma in seguito anche la Comedil fu ammessa in Serie A Interregionale.

### Calendario
| andata (1ª) | andata (1ª) | Prima giornata             | ritorno (12ª) | ritorno (12ª) |
|             |             |                            |               |               |
| 9 apr.      | 1-4         | Alta Italia-LC Conf.Biella | 0-0           | 25 giu.       |
| 9 apr.      | 0-3         | Aosta-Falchi Crescentinese | 0-4           | 25 giu.       |
| 9 apr.      | 0-3         | Genova-Genova 70           | 1-2           | 25 giu.       |
| 9 apr.      | 6-0         | Juventus-Diamalterie       | 2-0           | 25 giu.       |
| 9 apr.      | 2-1         | Pavia-Comedil Savona       | 2-1           | 25 giu.       |
| 9 apr.      | 0-1         | Peco Saronno-Astro         | 0-2           | 25 giu.       |

| andata (2ª) | andata (2ª) | Seconda giornata         | ritorno (13ª) | ritorno (13ª) |
|             |             |                          |               |               |
| 16 apr.     | 2-0         | Astro-Pavia              | 8-1           | 2 lug.        |
| 16 apr.     | 0-0         | Comedil Savona-Aosta     | 0-2           | 2 lug.        |
| 16 apr.     | 0-2         | Diamalterie-Peco Saronno | 0-1           | 2 lug.        |
| 16 apr.     | 6-0         | Falchi Cresc.-Genova     | 5-0           | 2 lug.        |
| 16 apr.     | 3-1         | Genova 70-Alta Italia    | 3-0           | 2 lug.        |
| 16 apr.     | 0-2         | LC Conf.Biella-Juventus  | 0-4           | 2 lug.        |

| andata (3ª) | andata (3ª) | Terza giornata               | ritorno (14ª) | ritorno (14ª) |
|             |             |                              |               |               |
| 23 apr.     | 0-4         | Alta Italia-Falchi Crescent. | 1-7           | 9 lug.        |
| 23 apr.     | 0-5         | Aosta-Astro                  | 0-6           | 9 lug.        |
| 23 apr.     | 0-2         | Diamalterie-LC Conf.Biella   | 0-1           | 9 lug.        |
| 23 apr.     | 4-1         | Genova-Comedil Savona        | 0-1           | 9 lug.        |
| 23 apr.     | 3-1         | Juventus-Genova 70           | 2-0           | 9 lug.        |
| 23 apr.     | 0-3         | Pavia-Peco Saronno           | 1-2           | 9 lug.        |

| andata (4ª) | andata (4ª) | Quarta giornata            | ritorno (15ª) | ritorno (15ª) |
|             |             |                            |               |               |
| 30 apr.     | 5-0         | Astro-Genova               | 4-0           | 16 lug.       |
| 30 apr.     | 1-1         | Comedil Savona-Alta Italia | 0-1           | 16 lug.       |
| 30 apr.     | 1-3         | Falchi Cresc.-Juventus     | 1-2           | 16 lug.       |
| 30 apr.     | 2-1         | Genova 70-LC Conf.Biella   | 1-0           | 16 lug.       |
| 30 apr.     | 1-1         | Pavia-Diamalterie          | 2-0           | 16 lug.       |
| 30 apr.     | 2-0         | Peco Saronno-Aosta         | 1-0           | 16 lug.       |

| andata (5ª) | andata (5ª) | Quinta giornata              | ritorno (16ª) | ritorno (16ª) |
|             |             |                              |               |               |
| 7 mag.      | 1-1         | Aosta-Pavia                  | 0-1           | 23 lug.       |
| 7 mag.      | 4-0         | Astro-Alta Italia            | 4-0           | 23 lug.       |
| 7 mag.      | 2-6         | Diamalterie-Genova 70        | 0-2           | 23 lug.       |
| 7 mag.      | 2-0         | Falchi Cresc.-LC Conf.Biella | 4-0           | 23 lug.       |
| 7 mag.      | 1-2         | Genova-Peco Saronno          | 0-2           | 23 lug.       |
| 7 mag.      | 4-0         | Juventus-Comedil Savona      | 1-0           | 23 lug.       |

| andata (6ª) | andata (6ª) | Sesta giornata             | ritorno (17ª) | ritorno (17ª) |
|             |             |                            |               |               |
| 14 mag.     | 2-1         | Aosta-Diamalterie          | 2-0           | 30 lug.       |
| 14 mag.     | 0-0         | Astro-Juventus             | 1-4           | 30 lug.       |
| 14 mag.     | 2-1         | Falchi Cresc.-Genova 70    | 2-2           | 30 lug.       |
| 14 mag.     | 2-0         | LC C.Biella-Comedil Savona | 0-0           | 30 lug.       |
| 14 mag.     | 0-0         | Pavia-Genova               | 1-0           | 30 lug.       |
| 14 mag.     | 3-0         | Peco Saronno-Alta Italia   | 1-0           | 30 lug.       |

| andata (7ª) | andata (7ª) | Settima giornata          | ritorno (18ª) | ritorno (18ª) |
|             |             |                           |               |               |
| 21 mag.     | 2-1         | Alta Italia-Pavia         | 2-3           | 6 ago.        |
| 21 mag.     | 0-4         | Comedil Savona-Genova 70  | 0-3           | 6 ago.        |
| 21 mag.     | 0-2         | Diamalterie-Falchi Cresc. | 0-8           | 6 ago.        |
| 21 mag.     | 1-1         | Genova-Aosta              | 0-2           | 6 ago.        |
| 21 mag.     | 0-2         | LC Conf.Biella-Astro      | 2-3           | 6 ago.        |
| 21 mag.     | 4-2         | Juventus-Peco Saronno     | 3-0           | 6 ago.        |

| andata (8ª) | andata (8ª) | Ottava giornata             | ritorno (19ª) | ritorno (19ª) |
|             |             |                             |               |               |
| 1º giu.     | 0-1         | Aosta-Alta Italia           | 0-1           | 27 ago.       |
| 1º giu.     | 4-1         | Astro-Genova 70             | 1-0           | 27 ago.       |
| 1º giu.     | 3-1         | Falchi Cr.-Comedil Savona   | 11-0          | 27 ago.       |
| 1º giu.     | 0-0         | Genova-Diamalterie          | n.d.          | 27 ago.       |
| 1º giu.     | 0-5         | Pavia-Juventus              | 1-7           | 27 ago.       |
| 1º giu.     | 3-0         | Peco Saronno-LC Conf.Biella | 0-1           | 27 ago.       |

| andata (9ª) | andata (9ª) | Nona giornata              | ritorno (20ª) | ritorno (20ª) |
|             |             |                            |               |               |
| 4 mag.      | 1-0         | Alta Italia-Genova         | n.d.          | 3 set.        |
| 4 mag.      | 2-1         | Diamalterie-Comedil Savona | 1-1           | 3 set.        |
| 4 mag.      | 2-2         | Falchi Crescentinese-Astro | 4-0           | 3 set.        |
| 4 mag.      | 1-2         | Genova 70-Peco Saronno     | 4-0           | 3 set.        |
| 4 mag.      | 4-2         | Juventus-Aosta             | 4-0           | 3 set.        |
| 4 mag.      | 0-1         | LC Conf.Biella-Pavia       | 1-2           | 3 set.        |

| andata (10ª) | andata (10ª) | Decima giornata            | ritorno (21ª) | ritorno (21ª) |
|              |              |                            |               |               |
| 11 mag.      | 0-0          | Alta Italia-Diamalterie    | 2-1           | 10 set.       |
| 11 mag.      | 1-1          | Aosta-LC Conf.Biella       | 2-2           | 10 set.       |
| 11 mag.      | 4-0          | Astro-Comedil Savona       | 2-0           | 10 set.       |
| 11 mag.      | 1-3          | Genova-Juventus            | n.d.          | 10 set.       |
| 11 mag.      | 0-1          | Pavia-Genova 70            | 0-0           | 10 set.       |
| 11 mag.      | 1-0          | Peco Saronno-Falchi Cresc. | 1-5           | 10 set.       |

| \| andata (11ª) \| andata (11ª) \| Undicesima giornata \| ritorno (22ª) \| ritorno (22ª) \| \| \| \| \| \| \| \| 18 mag. \| 0-0 \| Comedil SV-Peco Saronno \| 0-2 \| 17 set. \| \| 18 mag. \| 0-5 \| Diamalterie-Astro \| 1-5 \| 17 set. \| \| 18 mag. \| 6-2 \| Falchi Crescentinese-Pavia \| 4-0 \| 17 set. \| \| 18 mag. \| 4-1 \| Genova 70-Aosta \| 2-0 \| 17 set. \| \| 18 mag. \| 8-0 \| Juventus-Alta Italia \| 3-1 \| 17 set. \| \| 18 mag. \| 2-0 \| LC Conf.Biella-Genova \| n.d. \| 17 set. \| |              |                            |               |               |
| andata (11ª) | andata (11ª) | Undicesima giornata        | ritorno (22ª) | ritorno (22ª) |
| |              |                            |               |               |
| 18 mag. | 0-0          | Comedil SV-Peco Saronno    | 0-2           | 17 set.       |
| 18 mag. | 0-5          | Diamalterie-Astro          | 1-5           | 17 set.       |
| 18 mag. | 6-2          | Falchi Crescentinese-Pavia | 4-0           | 17 set.       |
| 18 mag. | 4-1          | Genova 70-Aosta            | 2-0           | 17 set.       |
| 18 mag. | 8-0          | Juventus-Alta Italia       | 3-1           | 17 set.       |
| 18 mag. | 2-0          | LC Conf.Biella-Genova      | n.d.          | 17 set.       |

## Girone B

### Squadre partecipanti
| Club                           | Rosa     | Città                      | Stadio o Campo             |
| ------------------------------ | -------- | -------------------------- | -------------------------- |
| A.C.F. Ambrosiana Milano       | dettagli | Segrate (MI)               | Campo Sportivo             |
| C.F. Autoroma Bergamo          | dettagli | Seriate (BG)               | Campi Sportivi vari        |
| A.C.F. Bre-Cor Utensili        | dettagli | Tregnago (VR)              | Campo Sportivo             |
| S.C.F. Brembatese              | dettagli | Brembate di Sopra (BG)     | Campo Sportivo             |
| A.C.F. Crocetta Carrel         | dettagli | Crocetta del Montello (TV) | Campo Sportivo             |
| A.C.F. Gamma 3 Padova          | dettagli | Padova (PD)                | Stadio Silvio Appiani      |
| A.C.F. Igor Orzinuovi          | dettagli | Orzinuovi (BS)             | Campo Sportivo             |
| A.C.F. Milano                  | dettagli | Milano (MI)                | Campo Sportivo ?           |
| A.C.F. Mobildarte Bismarck     | dettagli | Grumello del Piano (BG)    | Campo Sportivo             |
| A.C.F. Olimpia Verona          | dettagli | Verona (VR)                | Campo Sportivo di Montorio |
| A.C.F. Pordenone MobilGradisca | dettagli | Pordenone (PN)             | Stadio Ottavio Bottecchia  |
| A.C.F. Valdobbiadene           | dettagli | Valdobbiadene (TV)         | Campo Sportivo             |

### Classifica
|  | Pos. | Squadra                 | Pt | G  | V  | N | P  | GF  | GS | QR    |
|  | ---- | ----------------------- | -- | -- | -- | - | -- | --- | -- | ----- |
|  | 1.   | Gamma 3 Padova          | 38 | 22 | 17 | 4 | 1  | 100 | 12 | 8,333 |
|  | 2.   | Autoroma Bergamo        | 38 | 22 | 18 | 2 | 2  | 53  | 15 | 3,533 |
|  | 3.   | Pordenone MobilGradisca | 35 | 22 | 14 | 7 | 1  | 40  | 9  | 4,444 |
|  | 4.   | Ambrosiana Milano       | 27 | 22 | 11 | 5 | 6  | 35  | 32 | 1,093 |
|  | 5.   | Mobildarte Bismarck     | 19 | 22 | 7  | 5 | 10 | 25  | 38 | 0,657 |
|  | 6.   | Igor Orzinuovi          | 18 | 22 | 7  | 4 | 11 | 20  | 30 | 0,666 |
|  | 6.   | Valdobbiadene           | 18 | 22 | 8  | 2 | 12 | 20  | 30 | 0,666 |
|  | 8.   | Olimpia Verona          | 17 | 22 | 7  | 3 | 12 | 22  | 42 | 0,523 |
|  | 9.   | Bre-Cor Utensili        | 16 | 22 | 6  | 4 | 12 | 23  | 50 | 0,460 |
|  | 10.  | Milano                  | 15 | 22 | 6  | 4 | 12 | 19  | 39 | 0,487 |
|  | 11.  | Brembatese              | 14 | 22 | 5  | 4 | 13 | 24  | 57 | 0,421 |
|  | 12.  | Crocetta Carrel         | 8  | 22 | 1  | 6 | 15 | 5   | 32 | 0,156 |

Legenda:

      Ammesso al girone di finale.

      Ammesso alla nuova Serie A.

Note:
Due punti a vittoria, uno a pareggio, zero a sconfitta.
A pari punti era in vigore il quoziente reti.
Milano penalizzato di 1 punto per rinuncia.
Spareggio per l'ammissione alle finali: martedì 19 settembre 1972 all'Appiani di Padova: Gamma 3 Padova-Bergamo 4-2 d.t.s. (2-2, 2-0 i t.s.). Erano previste due retrocessioni in Serie B, per questo girone, ma in seguito Brembatese e Crocetta Carrel furono ammesse in Serie A Interregionale.

### Calendario
| andata (1ª) | andata (1ª) | Prima giornata               | ritorno (12ª) | ritorno (12ª) |
|             |             |                              |               |               |
| 9 apr.      | 0-4         | Ambrosiana-Gamma 3 Padova    | 2-2           | 25 giu.       |
| 9 apr.      | 2-1         | Bergamo-Igor Orzinuovi       | 3-1           | 25 giu.       |
| 9 apr.      | 0-0         | Brembatese-Milano            | _-_           | 25 giu.       |
| 9 apr.      | 0-0         | Crocetta C.-M.G.Pordenone    | _-_           | 25 giu.       |
| 9 apr.      | 2-2         | Mobildarte-Bre-Cor Tregnago  | 1-2           | 25 giu.       |
| 9 apr.      | 1-0         | Olimpia Verona-Valdobbiadene | _-_           | 25 giu.       |

| andata (2ª) | andata (2ª) | Seconda giornata               | ritorno (13ª) | ritorno (13ª) |
|             |             |                                |               |               |
| 16 apr.     | 3-2         | Bre-Cor Tregnago-Ambrosiana    | 0-1           | 2 lug.        |
| 16 apr.     | 9-1         | Gamma 3 Padova-Olimpia Verona  | 6-0           | 2 lug.        |
| 16 apr.     | 1-0         | Igor Orzinuovi-Crocetta Carrel | 1-0           | 2 lug.        |
| 16 apr.     | 0-3         | Milano-Mobildarte B.           | 2-3           | 2 lug.        |
| 16 apr.     | 5-1         | M.G.Pordenone-Brembatese       | 3-1           | 2 lug.        |
| 16 apr.     | 0-3         | Valdobbiadene-Bergamo          | 1-5           | 2 lug.        |

| andata (3ª) | andata (3ª) | Terza giornata                  | ritorno (14ª) | ritorno (14ª) |
|             |             |                                 |               |               |
| 23 apr.     | 3-0         | Ambrosiana-Milano               | 3-1           | 9 lug.        |
| 23 apr.     | 2-0         | Bergamo-Gamma 3 Padova          | 0-4           | 9 lug.        |
| 23 apr.     | 3-0         | Brembatese-Crocetta Carrel      | 2-0           | 9 lug.        |
| 23 apr.     | 1-1         | Mobildarte B.-M.G.Pordenone     | 0-1           | 9 lug.        |
| 23 apr.     | 1-0         | Olimpia Verona-Bre-Cor Tregnago | 1-1           | 9 lug.        |
| 23 apr.     | 3-0         | Valdobbiadene-Igor Orzinuovi    | 0-2           | 9 lug.        |

| andata (4ª) | andata (4ª) | Quarta giornata               | ritorno (15ª) | ritorno (15ª) |
|             |             |                               |               |               |
| 30 apr.     | 0-1         | Bre-Cor Tregnago-Bergamo      | 0-3           | 16 lug.       |
| 30 apr.     | 1-1         | Brembatese-Igor Orzinuovi     | 0-1           | 16 lug.       |
| 30 apr.     | 1-0         | Crocetta Carrel-Mobildarte B. | 1-0           | 16 lug.       |
| 30 apr.     | 3-0         | Gamma 3 PD-Valdobbiadene      | 5-0           | 16 lug.       |
| 30 apr.     | 3-1         | Milano-Olimpia Verona         | 2-0           | 16 lug.       |
| 30 apr.     | 3-0         | M.G.Pordenone-Ambrosiana      | 1-1           | 16 lug.       |

| andata (5ª) | andata (5ª) | Quinta giornata              | ritorno (16ª) | ritorno (16ª) |
|             |             |                              |               |               |
| 7 mag.      | 0-0         | Ambrosiana-Crocetta Carrel   | 3-1           | 23 lug.       |
| 7 mag.      | 2-0         | Bergamo-Milano               | 5-0           | 23 lug.       |
| 7 mag.      | 1-0         | Bre-Cor Ut.-Valdobbiadene    | 1-2           | 23 lug.       |
| 7 mag.      | 3-3         | Brembatese-Mobildarte B.     | 1-2           | 23 lug.       |
| 7 mag.      | 5-2         | Gamma 3 PD-Igor Orzinuovi    | 2-0           | 23 lug.       |
| 7 mag.      | 0-2         | Olimpia Verona-M.G.Pordenone | 0-2           | 23 lug.       |

| andata (6ª) | andata (6ª) | Sesta giornata                 | ritorno (17ª) | ritorno (17ª) |
|             |             |                                |               |               |
| 14 mag.     | 1-8         | Bre-Cor-Gamma 3 Padova         | 0-11          | 30 lug.       |
| 14 mag.     | 0-2         | Brembatese-Ambrosiana          | 1-2           | 30 lug.       |
| 14 mag.     | 0-0         | Crocetta Carrel-Olimpia Verona | 0-2           | 30 lug.       |
| 14 mag.     | 0-1         | Igor Orzinuovi-Mobildarte      | 0-1           | 30 lug.       |
| 14 mag.     | 2-2         | M.G.Pordenone-Bergamo          | 0-1           | 30 lug.       |
| 14 mag.     | 0-1         | Valdobbiadene-Milano           | 0-1           | 30 lug.       |

| andata (7ª) | andata (7ª) | Settima giornata          | ritorno (18ª) | ritorno (18ª) |
|             |             |                           |               |               |
| 21 mag.     | 2-0         | Ambrosiana-Mobildarte B.  | 3-1           | 6 ago.        |
| 21 mag.     | 2-0         | Bergamo-Crocetta Carrel   | 3-1           | 6 ago.        |
| 21 mag.     | 2-1         | Igor Orzinuovi-Bre-Cor    | 0-2           | 6 ago.        |
| 21 mag.     | 3-3         | Milano-Gamma 3 Padova     | 0-2           | 6 ago.        |
| 21 mag.     | 2-0         | Olimpia Verona-Brembatese | 1-3           | 6 ago.        |
| 21 mag.     | _-_         | Valdobbiadene-Pordenone   | 0-1           | 6 ago.        |

| andata (8ª) | andata (8ª) | Ottava giornata           | ritorno (19ª) | ritorno (19ª) |
|             |             |                           |               |               |
| 1º giu.     | 2-1         | Ambrosiana-Igor Orzinuovi | 0-0           | 27 ago.       |
| 1º giu.     | 0-2         | Brembatese-Bergamo        | 0-4           | 27 ago.       |
| 1º giu.     | 0-0         | Crocetta C.-Valdobbiadene | 0-3           | 27 ago.       |
| 1º giu.     | 1-1         | Gamma 3 PD-M.G.Pordenone  | 0-0           | 27 ago.       |
| 1º giu.     | 2-1         | Milano-Bre-Cor Tregnago   | 0-2           | 27 ago.       |
| 1º giu.     | 1-1         | Mobildarte-Olimpia Verona | 3-0           | 27 ago.       |

| andata (9ª) | andata (9ª) | Nona giornata              | ritorno (20ª) | ritorno (20ª) |
|             |             |                            |               |               |
| 4 mag.      | 1-1         | Bergamo-Mobildarte B.      | 3-0           | 3 set.        |
| 4 mag.      | 1-3         | Bre-Cor Tr.-M.G.Pordenone  | 0-5           | 3 set.        |
| 4 mag.      | 5-0         | Gamma 3 PD-Crocetta Carrel | 1-0           | 3 set.        |
| 4 mag.      | 1-1         | Igor Orzinuovi-Milano      | 3-1           | 3 set.        |
| 4 mag.      | 5-1         | Olimpia Verona-Ambrosiana  | 4-2           | 3 set.        |
| 4 mag.      | 5-2         | Valdobbiadene-Brembatese   | 4-2           | 3 set.        |

| andata (10ª) | andata (10ª) | Decima giornata               | ritorno (21ª) | ritorno (21ª) |
|              |              |                               |               |               |
| 11 mag.      | 3-2          | Ambrosiana-Bergamo            | 1-3           | 10 set.       |
| 11 mag.      | 0-1          | Crocetta Carrel-Bre-Cor       | 1-1           | 10 set.       |
| 11 mag.      | 3-0          | Gamma 3 PD-Brembatese         | 14-0          | 10 set.       |
| 11 mag.      | 0-1          | Mobildarte-Valdobbiadene      | 0-1           | 10 set.       |
| 11 mag.      | 4-0          | M.G.Pordenone-Milano          | 3-0           | 10 set.       |
| 11 mag.      | 2-1          | Olimpia Verona-Igor Orzinuovi | 0-2           | 10 set.       |

| \| andata (11ª) \| andata (11ª) \| Undicesima giornata \| ritorno (22ª) \| ritorno (22ª) \| \| \| \| \| \| \| \| 18 mag. \| 1-0 \| Bergamo-Olimpia Verona \| 3-0 \| 17 set. \| \| 18 mag. \| 1-2 \| Bre-Cor-Brembatese \| 2-2 \| 17 set. \| \| 18 mag. \| 7-0 \| Gamma 3 PD-Mobildarte \| 5-0 \| 17 set. \| \| 18 mag. \| 0-0 \| Igor Orzinuovi-Pordenone \| 0-3 \| 17 set. \| \| 18 mag. \| 2-0 \| Milano-Crocetta Carrel \| 0-0 \| 17 set. \| \| 18 mag. \| 0-2 \| Valdobbiadene-Ambrosiana \| 0-0 \| 17 set. \| |              |                          |               |               |
| andata (11ª) | andata (11ª) | Undicesima giornata      | ritorno (22ª) | ritorno (22ª) |
| |              |                          |               |               |
| 18 mag. | 1-0          | Bergamo-Olimpia Verona   | 3-0           | 17 set.       |
| 18 mag. | 1-2          | Bre-Cor-Brembatese       | 2-2           | 17 set.       |
| 18 mag. | 7-0          | Gamma 3 PD-Mobildarte    | 5-0           | 17 set.       |
| 18 mag. | 0-0          | Igor Orzinuovi-Pordenone | 0-3           | 17 set.       |
| 18 mag. | 2-0          | Milano-Crocetta Carrel   | 0-0           | 17 set.       |
| 18 mag. | 0-2          | Valdobbiadene-Ambrosiana | 0-0           | 17 set.       |

## Girone C

### Squadre partecipanti
| Club                              | Rosa     | Città                      | Stadio o Campo               |
| --------------------------------- | -------- | -------------------------- | ---------------------------- |
| Brevetti Gabbiani Piacenza A.C.F. | dettagli | Piacenza (PC)              | Campo sportivo di Gossolengo |
| Cebora Bologna C.F.               | dettagli | Bologna (BO)               | Campo a ?                    |
| A.C.F. Clitunno 2000              | dettagli | Campello sul Clitunno (PG) | Campo Sportivo               |
| C.F. Door Pesaro Fano             | dettagli | Fano (PS)                  | Stadio "Raffaele Mancini"    |
| A.C.F. Fiorentina Elettroplaid    | dettagli | Firenze (FI)               | Campo Sportivo di ?          |
| U.S. Invicta Grand Prix           | dettagli | Macerata (MC)              | Stadio Helvia Recina         |
| A.C.F. Laurel's                   | dettagli | Macerata (MC)              | Stadio Helvia Recina         |
| A.C.F. Lazio                      | dettagli | Roma (RM)                  | Campo Sportivo di ?.         |
| C.F. Parma                        | dettagli | Parma (PR)                 | Campo Sportivo del Pilastro  |
| A.C.F. Roma                       | dettagli | Roma (RM)                  | Campo a ?                    |

### Classifica
|  | Pos. | Squadra                    | Pt | G  | V  | N | P  | GF | GS | QR    |
|  | ---- | -------------------------- | -- | -- | -- | - | -- | -- | -- | ----- |
|  | 1.   | Brevetti Gabbiani Piacenza | 33 | 18 | 16 | 1 | 1  | 66 | 8  | 8,250 |
|  | 2.   | Roma                       | 31 | 18 | 14 | 3 | 1  | 72 | 9  | 8,000 |
|  | 3.   | Fiorentina Elettroplaid    | 26 | 18 | 12 | 2 | 4  | 52 | 13 | 4,000 |
|  | 4.   | Cebora Bologna             | 24 | 18 | 11 | 2 | 5  | 36 | 15 | 2,400 |
|  | 5.   | Lazio                      | 18 | 18 | 7  | 4 | 7  | 17 | 17 | 1,000 |
|  | 6.   | Clitunno 2000              | 17 | 18 | 8  | 1 | 9  | 18 | 40 | 0,450 |
|  | 7.   | Parma                      | 10 | 18 | 3  | 4 | 11 | 23 | 44 | 0,523 |
|  | 8.   | Invicta Grand Prix         | 9  | 18 | 1  | 7 | 10 | 10 | 45 | 0,222 |
|  | 9.   | Door Pesaro Fano           | 6  | 18 | 0  | 6 | 12 | 13 | 63 | 0,206 |
|  | 10.  | Laurel's                   | 6  | 18 | 1  | 4 | 13 | 11 | 64 | 0,172 |

Legenda:
      Ammesso al girone di finale.
      Ammesso alla nuova Serie A.
Note:
Due punti a vittoria, uno a pareggio, zero a sconfitta.
A pari punti era in vigore il quoziente reti.
Era prevista una sola retrocessione in Serie B, per questo girone, ma in seguito anche la Laurel's (retrocessa per peggior quoziente reti) fu ammessa in Serie A Interregionale.

### Calendario
| andata (1ª) | andata (1ª) | Prima giornata                | ritorno (10ª) | ritorno (10ª) |
|             |             |                               |               |               |
| 9 apr.      | 0-1         | Cebora Bologna-B.G. Piacenza  | 0-3           | 11 giu.       |
| 9 apr.      | 1-0         | Clitunno 2000-Laurel's        | 2-1           | 11 giu.       |
| 9 apr.      | 3-0         | Fiorentina Elettroplaid-Parma | 1-0           | 11 giu.       |
| 9 apr.      | 0-2         | Invicta Grand Prix-Lazio      | 0-0           | 11 giu.       |
| 9 apr.      | 7-0         | Roma-Door Pesaro Fano         | 7-1           | 11 giu.       |

| andata (2ª) | andata (2ª) | Seconda giornata                 | ritorno (11ª) | ritorno (11ª) |
|             |             |                                  |               |               |
| 16 apr.     | 0-5         | Clitunno 2000-B.G. Piacenza      | 0-4           | 18 giu.       |
| 16 apr.     | 0-5         | Door Pesaro Fano-Cebora Bologna  | 2-8           | 18 giu.       |
| 16 apr.     | 0-6         | Laurel's-Fiorentina Elettroplaid | 0-2           | 18 giu.       |
| 16 apr.     | 2-0         | Parma-Invicta Grand Prix         | 0-0           | 18 giu.       |
| 16 apr.     | 1-1         | Roma-Lazio                       | 1-0           | 18 giu.       |

| andata (3ª) | andata (3ª) | Terza giornata               | ritorno (12ª) | ritorno (12ª) |
|             |             |                              |               |               |
| 23 apr.     | 0-1         | Clitunno 2000-Cebora Bologna | 1-4           | 2 lug.        |
| 23 apr.     | 1-1         | Door Pesaro Fano-Lazio       | 0-3           | 2 lug.        |
| 23 apr.     | 2-4         | Fiorentina El.-B.G. Piacenza | 1-0           | 2 lug.        |
| 23 apr.     | 1-1         | Invicta Grand Prix-Laurel's  | 2-2           | 2 lug.        |
| 23 apr.     | 5-0         | Roma-Parma                   | 8-0           | 2 lug.        |

| andata (4ª) | andata (4ª) | Quarta giornata                   | ritorno (13ª) | ritorno (13ª) |
|             |             |                                   |               |               |
| 30 apr.     | 1-1         | Cebora Bologna-Fiorentina Elettr. | 1-2           | 9 lug.        |
| 30 apr.     | 1-0         | Clitunno 2000-Door Pesaro Fano    | 3-1           | 9 lug.        |
| 30 apr.     | 1-6         | Invicta G.P.-B.Gabbiani Piacenza  | 0-9           | 9 lug.        |
| 30 apr.     | 0-11        | Laurel's-Roma                     | 0-7           | 9 lug.        |
| 30 apr.     | 1-2         | Parma-Lazio                       | 2-4           | 9 lug.        |

| andata (5ª) | andata (5ª) | Quinta giornata              | ritorno (14ª) | ritorno (14ª) |
|             |             |                              |               |               |
| 7 mag.      | 2-2         | Door Pesaro Fano-Parma       | 2-2           | 16 lug.       |
| 7 mag.      | 9-1         | Fiorentina El.-Clitunno 2000 | 4-0           | 16 lug.       |
| 7 mag.      | 0-2         | Invicta G.P.-Cebora Bologna  | 0-0           | 16 lug.       |
| 7 mag.      | 1-0         | Lazio-Laurel's               | 1-1           | 16 lug.       |
| 7 mag.      | 0-1         | Roma-B.Gabbiani Piacenza     | 2-2           | 16 lug.       |

| andata (6ª) | andata (6ª) | Sesta giornata                  | ritorno (17ª) | ritorno (17ª) |
|             |             |                                 |               |               |
| 14 mag.     | 2-0         | Brev.Gabbiani Piacenza-Lazio    | 1-0           | 23 lug.       |
| 14 mag.     | 0-2         | Cebora Bologna-Roma             | 1-2           | 23 lug.       |
| 14 mag.     | _-_         | Clitunno 2000-Invicta G.P.      | 2-3           | 23 lug.       |
| 14 mag.     | 7-0         | Fiorentina El.-Door Pesaro Fano | 5-0           | 23 lug.       |
| 14 mag.     | 3-7         | Laurel's-Parma                  | 0-2           | 23 lug.       |

| andata (7ª) | andata (7ª) | Settima giornata                | ritorno (16ª) | ritorno (16ª) |
|             |             |                                 |               |               |
| 21 mag.     | 1-2         | Door Pesaro Fano-Laurel's       | 1-1           | 30 lug.       |
| 21 mag.     | 0-5         | Invicta G.P.-Fiorentina Elettr. | 1-2           | 30 lug.       |
| 21 mag.     | 0-2         | Lazio-Cebora Bologna            | 0-2           | 30 lug.       |
| 21 mag.     | 1-6         | Parma-Brev.Gabbiani Piacenza    | 1-3           | 30 lug.       |
| 21 mag.     | 3-1         | Roma-Clitunno 2000              | 3-0           | 30 lug.       |

| andata (8ª) | andata (8ª) | Ottava giornata               | ritorno (19ª) | ritorno (19ª) |
|             |             |                               |               |               |
| 1º giu.     | 7-0         | Br.Gabbiani Piacenza-Laurel's | 5-0           | 6 ago.        |
| 1º giu.     | 2-1         | Cebora Bologna-Parma          | _-_           | 6 ago.        |
| 1º giu.     | 2-0         | Clitunno 2000-Lazio           | 1-0           | 6 ago.        |
| 1º giu.     | 0-0         | Invicta G.P.-Door Pesaro Fano | 1-0           | 6 ago.        |
| 1º giu.     | 1-1         | Roma-Fiorentina Elettroplaid  | 2-1           | 6 ago.        |

| \| andata (9ª) \| andata (9ª) \| Nona giornata \| ritorno (18ª) \| ritorno (18ª) \| \| \| \| \| \| \| \| 4 mag. \| 2-0 \| B.G.Piacenza-Door PS Fano \| 5-0 \| 27 ago. \| \| 4 mag. \| 0-1 \| Laurel's-Cebora Bologna \| 0-6 \| 27 ago. \| \| 4 mag. \| 1-0 \| Lazio-Fiorentina Elettroplaid \| 1-0 \| 27 ago. \| \| 4 mag. \| 1-1 \| Parma-Clitunno 2000 \| 1-2 \| 27 ago. \| \| 4 mag. \| 8-0 \| Roma-Invicta G.P. \| 2-0 \| 27 ago. \| |             |                               |               |               |
| andata (9ª) | andata (9ª) | Nona giornata                 | ritorno (18ª) | ritorno (18ª) |
| |             |                               |               |               |
| 4 mag. | 2-0         | B.G.Piacenza-Door PS Fano     | 5-0           | 27 ago.       |
| 4 mag. | 0-1         | Laurel's-Cebora Bologna       | 0-6           | 27 ago.       |
| 4 mag. | 1-0         | Lazio-Fiorentina Elettroplaid | 1-0           | 27 ago.       |
| 4 mag. | 1-1         | Parma-Clitunno 2000           | 1-2           | 27 ago.       |
| 4 mag. | 8-0         | Roma-Invicta G.P.             | 2-0           | 27 ago.       |

## Girone D

### Squadre partecipanti
| Club                    | Rosa     | Città         | Stadio o Campo        |
| ----------------------- | -------- | ------------- | --------------------- |
| C.F. Door Cagliari      | dettagli | Cagliari (CA) | Campo Sportivo ?      |
| Pol. S.C. Lazio Lubiam  | dettagli | Roma (RM)     | Campo Sportivo di ?.  |
| F.C. Napoli             | dettagli | Napoli (NA)   | Campo Sportivo di ?.  |
| A.C.F. Roma San Basilio | dettagli | Roma (RM)     | Campo Sportivo di ?.  |
| Pol. Salernitana        | dettagli | Salerno (SA)  | Stadio Donato Vestuti |
| G.S. U.P.I.M. Catania   | dettagli | Catania (CT)  | Campo Sportivo di ?.  |

### Classifica
|  | Pos. | Squadra          | Pt      | G | V | N | P | GF | GS | QR    |
|  | ---- | ---------------- | ------- | - | - | - | - | -- | -- | ----- |
|  | 1.   | Lazio Lubiam     | 10      | 6 | 5 | 0 | 1 | 15 | 3  | 5,000 |
|  | 2.   | Door Cagliari    | 7       | 6 | 4 | 0 | 2 | 19 | 7  | 2,714 |
|  | 3.   | Roma San Basilio | 8       | 6 | 3 | 0 | 3 | 7  | 4  | 1,750 |
|  | 4.   | U.P.I.M. Catania | 0       | 6 | 0 | 0 | 6 | 1  | 28 | 0,035 |
|  | --   | Napoli           | Escluso |   |   |   |   |    |    |       |
|  | --   | Salernitana      | Esclusa |   |   |   |   |    |    |       |

Legenda:
      Ammesso alle qualificazioni.
      Disputa lo spareggio.
Note:
Due punti a vittoria, uno a pareggio, zero a sconfitta.
A pari punti era in vigore il quoziente reti.
Era prevista una sola retrocessione in Serie B, per questo girone, ma in seguito anche le due escluse furono ammesse in Serie A Interregionale.
Salernitana è esclusa dal campionato alla 1ª di ritorno dopo 2 rinunce, il Napoli è escluso dal campionato alla 4ª di ritorno alla 2ª rinuncia.

### Calendario
| andata (1ª) | andata (1ª) | Prima giornata              | ritorno (6ª) | ritorno (6ª) |
|             |             |                             |              |              |
| 9 apr.      | 3-1         | Lazio Lubiam-Napoli         | 2-0          | 14 mag.      |
| 9 apr.      | 2-0         | Roma S.Basilio-UPIM Catania | 3-0          | 14 mag.      |
| 9 apr.      | 0-2         | Salernitana-Door Cagliari   | 0-2          | 14 mag.      |

| andata (2ª) | andata (2ª) | Seconda giornata             | ritorno (7ª) | ritorno (7ª) |
|             |             |                              |              |              |
| 16 apr.     | 2-0         | Door Cagliari-Roma S.Basilio | 0-2          | 21 mag.      |
| 16 apr.     | 4-0         | Napoli-Salernitana           | n.d.         | 21 mag.      |
| 16 apr.     | 0-5         | UPIM Catania-Lazio Lubiam    | 0-4          | 21 mag.      |

| andata (3ª) | andata (3ª) | Terza giornata             | ritorno (8ª) | ritorno (8ª) |
|             |             |                            |              |              |
| 23 apr.     | 8-0         | Door Cagliari-UPIM Catania | 6-1          | 1º giu.      |
| 23 apr.     | 2-2         | Roma S.Basilio-Napoli      | 2-1          | 1º giu.      |
| 23 apr.     | 0-9         | Salernitana-Lazio Lubiam   | n.d.         | 1º giu.      |

| andata (4ª) | andata (4ª) | Quarta giornata             | ritorno (9ª) | ritorno (9ª) |
|             |             |                             |              |              |
| 30 apr.     | 1-0         | Lazio Lubiam-Roma S.Basilio | 1-0          | 4 giu.       |
| 30 apr.     | 3-2         | Napoli-Door Cagliari        | 0-2          | 4 giu.       |
| 30 apr.     | 1-3         | Salernitana-UPIM Catania    | n.d.         | 4 giu.       |

| \| andata (5ª) \| andata (5ª) \| Quinta giornata \| ritorno (10ª) \| ritorno (10ª) \| \| \| \| \| \| \| \| 7 mag. \| 1-0 \| Door Cagliari-Lazio Lubiam \| 2-4 \| 11 giu. \| \| 7 mag. \| 2-0 \| Roma S.Basilio-Salernitana \| n.d. \| 11 giu. \| \| 7 mag. \| 0-2 \| UPIM Catania-Napoli \| n.d. \| 11 giu. \| |             |                            |               |               |
| andata (5ª) | andata (5ª) | Quinta giornata            | ritorno (10ª) | ritorno (10ª) |
| |             |                            |               |               |
| 7 mag. | 1-0         | Door Cagliari-Lazio Lubiam | 2-4           | 11 giu.       |
| 7 mag. | 2-0         | Roma S.Basilio-Salernitana | n.d.          | 11 giu.       |
| 7 mag. | 0-2         | UPIM Catania-Napoli        | n.d.          | 11 giu.       |

## Girone E

### Squadre partecipanti
| Club                              | Rosa     | Città                | Stadio o Campo       |
| --------------------------------- | -------- | -------------------- | -------------------- |
| A.C.F. Alaska                     | dettagli | Veglie (LE)          | Campo Sportivo       |
| A.C.F. Assicurazioni FIRS Messina | dettagli | Messina (ME)         | Campo Sportivo di ?. |
| Pol. C.A.M.S.T. Sicilia           | dettagli | Palermo (PA)         | Campo Sportivo di ?. |
| A.C.F. Delfine Joniche            | dettagli | Taranto (TA)         | Campo Sportivo di ?. |
| A.C.F. Reggina                    | dettagli | Reggio Calabria (RC) | Campo Sportivo di ?. |
| A.C.F. Robert Catania             | dettagli | Catania (CT)         | Campo Sportivo di ?. |

### Classifica
|  | Pos. | Squadra            | Pt      | G | V | N | P | GF | GS | QR    |
|  | ---- | ------------------ | ------- | - | - | - | - | -- | -- | ----- |
|  | 1.   | Ass.FIRS Messina   | 9       | 6 | 4 | 1 | 1 | 8  | 4  | 2,000 |
|  | 2.   | Alaska             | 8       | 6 | 3 | 2 | 1 | 10 | 5  | 2,000 |
|  | 3.   | Reggina            | 7       | 6 | 2 | 3 | 1 | 11 | 6  | 1,833 |
|  | 4.   | Robert Catania     | 0       | 6 | 0 | 0 | 6 | 2  | 16 | 0,125 |
|  | --   | C.A.M.S.T. Sicilia | Escluso |   |   |   |   |    |    |       |
|  | --   | Delfine Joniche    | Escluso |   |   |   |   |    |    |       |

Legenda:
      Ammesso al girone di finale.
      Disputa lo spareggio.
      Retrocesso volontariamente in Serie B 1973 (Regionale).
Note:
Due punti a vittoria, uno a pareggio, zero a sconfitta.
A pari punti era in vigore il quoziente reti.
La C.A.M.S.T. Sicilia è esclusa dal campionato dopo la 4ª di andata e poi riammesso dal C.N.G. Non volendo recuperare le gare non giocate si ritirò definitivamente. La Delfine Joniche è esclusa dal campionato per aver saltato le trasferte di Reggio e Catania senza preavviso e giustificato motivo.
Era prevista una sola retrocessione in Serie B per questo girone ma, mentre le Delfine Joniche furono ammesse in Serie A Interregionale, la C.A.M.S.T. Sicilia chiese di retrocedere in Serie B regionale.

### Calendario
| andata (1ª) | andata (1ª) | Prima giornata                | ritorno (6ª) | ritorno (6ª) |
|             |             |                               |              |              |
| 9 apr.      | 1-0         | CAMST Sicilia-Delfine Joniche | n.d.         | 14 mag.      |
| 9 apr.      | 1-1         | Reggina-FIRS Ass.Messina      | 0-1          | 14 mag.      |
| 9 apr.      | 0-3         | Robert Catania-Alaska         | 0-2          | 14 mag.      |

| andata (2ª) | andata (2ª) | Seconda giornata            | ritorno (7ª) | ritorno (7ª) |
|             |             |                             |              |              |
| 16 apr.     | 4-0         | Alaska-Delfine Joniche      | 12-0         | 21 mag.      |
| 16 apr.     | 0-7         | CAMST Sicilia-Reggina       | n.d.         | 21 mag.      |
| 16 apr.     | 1-0         | FIRS Messina-Robert Catania | 3-1          | 21 mag.      |

| andata (3ª) | andata (3ª) | Terza giornata                 | ritorno (8ª) | ritorno (8ª) |
|             |             |                                |              |              |
| 23 apr.     | 2-1         | Delfine Joniche-Robert Catania | 0-2          | 1º giu.      |
| 23 apr.     | 2-0         | FIRS Messina-CAMST Sicilia     | n.d.         | 1º giu.      |
| 23 apr.     | 1-1         | Reggina-Alaska                 | 2-2          | 1º giu.      |

| andata (4ª) | andata (4ª) | Quarta giornata              | ritorno (9ª) | ritorno (9ª) |
|             |             |                              |              |              |
| 30 apr.     | n.d.        | Alaska-CAMST Sicilia         | n.d.         | 4 giu.       |
| 30 apr.     | 0-1         | Delfine Joniche-FIRS Messina | n.d.         | 4 giu.       |
| 30 apr.     | 0-2         | Robert Catania-Reggina       | 1-5          | 4 giu.       |

| \| andata (5ª) \| andata (5ª) \| Quinta giornata \| ritorno (10ª) \| ritorno (10ª) \| \| \| \| \| \| \| \| 7 mag. \| 2-1 \| FIRS Messina-Alaska \| 0-1 \| 11 giu. \| \| 7 mag. \| 2-0 \| [6]Reggina-Delfine Joniche \| n.d. \| 11 giu. \| \| 7 mag. \| n.d. \| [27]Robert Catania-CAMST Sicilia[27] \| n.d. \| 11 giu. \| |             |                              |               |               |
| andata (5ª) | andata (5ª) | Quinta giornata              | ritorno (10ª) | ritorno (10ª) |
| |             |                              |               |               |
| 7 mag. | 2-1         | FIRS Messina-Alaska          | 0-1           | 11 giu.       |
| 7 mag. | 2-0         | Reggina-Delfine Joniche      | n.d.          | 11 giu.       |
| 7 mag. | n.d.        | Robert Catania-CAMST Sicilia | n.d.          | 11 giu.       |

### Spareggi
Spareggio ammissione in Serie A:
- Spareggi per l'ammissione alla nuova Serie A:
  - 17 settembre 1972 a ????????: Robert Catania-U.P.I.M. Catania 0-2.
- L'U.P.I.M. Catania è ammesso alla nuova Serie A.

Firs Messina, Alaska e Reggina sono ammesse al nuovo campionato di Serie A 1973.
Spareggi per l'ingresso al girone di finale:
- 9 luglio 1972: Lazio Lubiam-Reggina 2-0 per rinuncia;
- 9 luglio 1972: Door Cagliari-Alaska 2-0 per rinuncia;
- 9 luglio 1972: Ass.Firs Messina-Roma S.Basilio 2-0 per rinuncia.
- Escluse dalle finali Reggina, Alaska e Roma San Basilio per rinuncia.

Alle finali fu ammessa la sola Lazio Lubiam a seguito dell'ulteriore rinuncia a continuare gli spareggi del Door Cagliari e dell'Assicurazioni Firs Messina.

## Girone finale

### Classifica
|  | Pos. | Squadra                    | Pt | G | V | N | P | GF | GS | QR    |
|  | ---- | -------------------------- | -- | - | - | - | - | -- | -- | ----- |
|  | 1.   | Gamma 3 Padova             | 10 | 6 | 5 | 0 | 1 | 14 | 5  | 2,800 |
|  | 2.   | Brevetti Gabbiani Piacenza | 9  | 6 | 4 | 1 | 1 | 11 | 7  | 1,571 |
|  | 3.   | ACF Juventus               | 3  | 6 | 0 | 3 | 3 | 3  | 7  | 0,428 |
|  | 4.   | Lazio Lubiam               | 2  | 6 | 0 | 2 | 4 | 3  | 12 | 0,250 |

Legenda:
      Campione d'Italia 1972.
Note:
Due punti a vittoria, uno a pareggio, zero a sconfitta.
A pari punti era in vigore il quoziente reti.

### Calendario
| andata (1ª) | andata (1ª) | Prima giornata               | ritorno (4ª) | ritorno (4ª) |
|             |             |                              |              |              |
| 1º ott.     | 5-0         | Gamma 3 Padova-Lazio Lubiam  | 2-1          | 22 ott.      |
| 1º ott.     | 2-2         | Juventus-B.Gabbiani Piacenza | 0-1          | 22 ott.      |

| andata (2ª) | andata (2ª) | Seconda giornata          | ritorno (7ª) | ritorno (7ª) |
|             |             |                           |              |              |
| 8 ott.      | 2-0         | B.G.Piacenza-Lazio Lubiam | 2-1          | 29 ott.      |
| 8 ott.      | 0-2         | Juventus-Gamma 3 Padova   | 0-1          | 29 ott.      |

| \| andata (3ª) \| andata (3ª) \| Terza giornata \| ritorno (6ª) \| ritorno (6ª) \| \| \| \| \| \| \| \| 15 ott. \| 3-2 \| Gamma 3 Padova-B.G.Piacenza \| 1-2 \| 12 nov. \| \| 15 ott. \| 0-0 \| Juventus-Lazio Lubiam \| 1-1 \| 12 nov. \| |             |                             |              |              |
| andata (3ª) | andata (3ª) | Terza giornata              | ritorno (6ª) | ritorno (6ª) |
| |             |                             |              |              |
| 15 ott. | 3-2         | Gamma 3 Padova-B.G.Piacenza | 1-2          | 12 nov.      |
| 15 ott. | 0-0         | Juventus-Lazio Lubiam       | 1-1          | 12 nov.      |

## Capocannoniere
Elisabetta Vignotto,  Gamma 3 Padova, 56 reti.
Classifica marcatori del girone finale:
- 9 reti: Vignotto (Gamma 3 Padova);
- 4 reti: Bandini (Brevetti Gabbiani Piacenza);
- 3 reti: Croce (Brevetti Gabbiani Piacenza);
- 2 reti: Caracciolo (ACF Juventus), Babetto e Barone (Gamma 3 Padova), Furlotti (Lazio Lubiam), Pantano (Brevetti Gabbiani Piacenza);
- 1 rete: Coda (ACF Juventus), Marra (Lazio Lubiam), Pagotto (Gamma 3 Padova), Fabbri e Meles (Brevetti Gabbiani Piacenza).

### Libri
- Lino Coppola, Rassegna del Calcio Femminile, Arti Grafiche Boccia Srl di Salerno - aprile 1973.
- Luca Barboni e Gabriele Cecchi, Annuario del calcio femminile 1998-1999, Mariposa Editrice - Fornacette (PI) - dicembre 1998, che ha pubblicato tutte le classifiche della Serie A dal 1968 e della Serie B dal 1987-88 in poi.
- Salvatore Lo Presti, Almanacco del calcio mondiale '88-'89, Torino, S.E.T., 1988,  pp. 261-268.

### Giornali
- Gazzetta dello Sport, del 1972, consultabile presso le Biblioteche:
  - Biblioteca Civica di Torino;
  - Biblioteca Nazionale Braidense di Milano,
  - Biblioteca Civica Berio di Genova,
  - Biblioteca Nazionale Centrale di Firenze,
  - Biblioteca Nazionale Centrale di Roma,
  - Emeroteca del C.O.N.I., Roma.
- Tuttosport, del 1972, consultabile presso le Biblioteche:
  - Biblioteca Civica di Torino;
  - Biblioteca Nazionale Centrale di Firenze,
  - Biblioteca Nazionale Centrale di Roma,
  - Emeroteca del C.O.N.I., Roma.
- Corriere dello Sport, del 1972, consultabile presso le Biblioteche:
  - Biblioteca Nazionale Centrale di Firenze,
  - Biblioteca Nazionale Centrale di Roma,
  - Emeroteca del C.O.N.I., Roma.
- Stadio, del 1972, consultabile presso le Biblioteche:
  - Biblioteca Universitaria di Bologna,
  - Biblioteca Nazionale Centrale di Firenze,
  - Biblioteca Nazionale Centrale di Roma,
  - Emeroteca del C.O.N.I., Roma.
- Il Gazzettino edizioni di Pordenone (Biblioteca Comunale di Pordenone), Padova (Biblioteca dell'Orto Botanico via Orto Botanico 15 a Padova) e Treviso (Biblioteca Comunale di Treviso, dove mancano i giornali dal 26 giugno al 3 luglio);
- L'Arena presso la Biblioteca Comunale di Verona;
- L'Eco di Bergamo presso la Biblioteca Angelo Mai a Bergamo e Biblioteca Comunale Centrale di Milano;
- Libertà presso la Biblioteca Comunale “Passerini Landi” di Piacenza;
- Messaggero Veneto e Il Piccolo (entrambi quotidiani ed edizione di Pordenone) alla Biblioteca Comunale di Pordenone.